# フロリナート

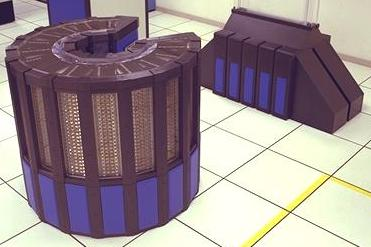
Cray-2(1985年)。C字型の本体が丸ごとフロリナートの水槽になっている

フロリナート（英: Fluorinert）は、3Mによって販売される電子機器の冷却材の製品群の商標である。日本ではスリーエムジャパン（旧・住友スリーエム）社が製造・販売している。
3Mベルギー工場で生産されていたが、フランダース地方をフッ化物で汚染する公害を発生させており、フランダース地方政府によって2022年3月に生産が停止された。なお、各国における有機フッ素化合物（ペルフルオロアルキル化合物及びポリフルオロアルキル化合物、PFAS）に対する規制強化の動きを受け、2025年末までに3M社におけるPFASの生産が全廃されることが2022年12月に発表されており、代替品の「ノベック」ともども2025年にはフッ素系冷却剤の生産が全廃される見込みである。

## 概要
フルオロカーボン類を基にした液体であり、化学的に安定した絶縁体であることから主に電子機器の冷却など多様な冷却用途に使用される。分子構造の違いにより様々な沸点のものが提供されており、それにより液体に保って扱う単相での用途にも、沸騰させて気化潜熱で冷却する二相での用途にも利用できる。
3Mの化合物の一例としてFC-72（ペルフルオロヘキサン、C6F14）がある。FC-72は沸点が56 °C (133 °F)なので、低温での伝熱用途に使用される。もう1つの例ではFC-75、ペルフルオロ（2-ブチル-テトラヒドロフロン）がある。これらの3Mの液体は、FC-70（ペルフルオロトリペンチルアミン）のように215 °C (419 °F)までの温度で扱える。
日本で「代替フロン等３ガス」と呼ばれ、排出が規制される温室効果ガスの一つであるペルフルオロカーボン(PFC)を利用した製品であり、極めて高い地球温暖化係数を持つ。フロリナートはオゾン破壊係数がゼロであるため、1987年発効のモントリオール議定書でフロン類が規制された後、フロンの代替として洗浄剤や溶剤として推奨された時代もあったが、2005年発効の京都議定書で批准国に温室効果ガスの排出量の削減が義務付けられたため、環境中に排出されることが好ましくなく、開放系（特に洗浄用途）での使用が推奨されなくなった。1996年にハイドロフルオロエーテル(HFE)系の「ノベック™」が上市された後、スリーエム社としても環境への配慮から「ノベック」の利用を推奨していたこともあり、少なくとも日本では、代替が困難な用途を除いてほとんど使われなくなった。もっとも、スリーエム社が安全性および低温室効果を主張するノベックも、フッ素系であることから、2020年代以降のフッ化有機物（PFAS）に対する危険性の認識を受け、2021年4月より日本政府によって化学物質の審査及び製造等の規制に関する法律（化審法）で規制され、年間1トン以上の製造と輸入が禁止された。このような各国の規制の強化を受け、フッ素系冷却剤の最大手であった3M社は2022年12月、2025年にすべてのフッ化有機物製品の生産を廃止する予定であることを表明した。
非常に高価ながらモノタロウで売っている場合もあり、その場合は民間人でも入手可能であるが、潜在的な危険性を考慮するとフッ化有機物を自作PCの液浸冷却などに安易に使うべきではない。1缶（20kg）100万円近くで、システムに負荷をかけると開放系システムでは1日数Lづつ蒸発して減っていくので、ランニングコストは高い。廃棄は、フッ素系溶剤やフロンを専門に扱っている産廃業者に頼む必要がある。2020年現在、フッ素の排水基準は一応8mg/Lとなっているが、PFASに対する危険性の認識を受け、2020年5月に環境省によってPFOS及びPFOAの合算値で0.00005mg/Lと言う暫定的な目標値が定められており、現時点で罰則がないからと言って絶対に排水口に流してはいけない。
冷却用途としては、特にCray-2を始めとするサーバーやスパコンの浸漬液冷（最近の用語は液浸冷却）に使われることで有名である。絶縁性が高いため、筐体を水槽にしてシステムごと漬けることができる。
同じくフッ素系であるソルベイ社の「ガルデン」が競合製品となる。業界最大手のスリーエム社と比べて生産能力の限界はあるものの、2023年現在、ソルベイはPFASを破壊する新技術への投資を強化しており、撤退の予定はない。一方、2020年代以降のフッ素系製品に対する批判の高まりを受け、カストロール社のPAO（ポリ-α-オレフィン）系製品（炭化水素系製品）やカーギル社の大豆油系製品などが「食品グレード」で環境にやさしい電気絶縁油（絶縁油代替）としてアピールしている。特に大豆油系製品は、鉱油系やシリコン系と比較して、万が一環境に漏洩した時の環境負荷が低い。なお、市販の大豆油や菜種油などのサラダ油を絶縁油代替として自作PCの液浸冷却に利用しているホビーストがいる。

## スパコンでの利用
スーパーコンピュータの冷却用として、空冷では不十分な状況や、強制的なポンプでの送風が制限される状況下で使用されることで知られる。1980年代に開発されたスパコンでよく使われ、特に1985年に発売されたCray-2は、フロリナートによる浸漬液冷が史上初めて本格的に利用されたスパコンとして、ハードウェア一式がフロリナートに満たされた水槽の中に沈んでいる公開写真のインパクトでも話題となった。1980年代当時にスパコン用のLSIとして使われていたECLが非常に発熱量が多かったのも一因である。
しかし、フロリナートの水槽に漬けられるのはプリント基板のみで、HDDやファンなどの物理的に稼働する部品が有るものは浸けられない、また一部のプラスチック部品もフロリナートに溶けてしまうので漬けられない、という点に加えて、フロリナートの価格の高さ、誤って吸入した際の人体への毒性（フロリナート自体の安全性は高いと考えられているが、200度以上に加熱された場合にペルフルオロイソブテンやフッ化水素が発生する恐れがある）、開放式システムの場合はフロリナートが蒸発して減っていく、などの運用の難しさと（フロリナートが蒸発しない密閉式も存在するが、保守が面倒になる）、極めて高い温暖化効果を持ち地球環境に悪影響を与えることなどから、1990年代以降にスパコン用LSIの主流がECLと比べて発熱量が少ないCMOSになるに従い、ファンを使った空冷が再び主流となった。
スパコンの浸漬液冷用の冷却材としては、フロリナートの代わりに安価で安全性も高い鉱油（車のエンジンオイルなどに使われる物と同種のもの）を使った物も存在するが、フロリナートは鉱油と違って粘性が少なく、保守がしやすいことと（フロリナートは水槽から引き揚げた際にパーツから大部分が流れ落ち、微量に残った分のみを蒸発させればいいのに対して、鉱油の場合はパーツのべたべたを除去するのがとても面倒）、Cray-2以来の実績から、フロリナートはその後も浸漬液冷の主流となっている。

### ノベックとの比較
スリーエム社はフロリナートの代替として、フロリナートと特性がほとんど同じで、なおかつフロリナートよりも地球温暖化係数が大幅に低いノベックを推奨しており、スパコンやサーバーの冷却用途としてノベックを用いたシステムもある。
冷媒としてフロンやフロリナートなどの代替フロンを使用する場合は、環境に放出されないように強い制限があるのに対し、ノベックはEPA（米国環境保護局）の定める特定フロン代替物リスト（SNAP リスト）の洗浄・冷媒分野でAcceptable（制限なしに利用可）に指定されており、「グリーン調達」だと言う利点がある。企業が調達を「グリーン調達」とすることは、日本の環境省も強く推奨している。
しかし、ノベックはフロリナートよりも沸点が低いという欠点がある。例えば、熱媒体として使用されるノベック649の沸点が約49度なのに対し、フロリナートFC43の沸点は約174度であるため、スパコン・サーバーを冷却する用途に使用した場合、CPUの周りでノベックが沸騰してすごい勢いで蒸発するため、沸騰式冷却システムとならざるを得ない。すなわち、ノベックを密閉し、なおかつ気化したノベックを冷却して液相に戻す装置が必要になり、システムが大掛かりになって取り回しが面倒である。
一方フロリナートを使用した場合、液相のままで循環させて冷却する循環式冷却システムとすることができる。また、システムを開放式にすることによってフロリナートが少しづつ蒸発して減る分を無視できると考えた場合、密閉式ではなく開放式冷却システムとすることができ、取り回しが楽である。フロリナートで満たされた筐体のふたを開け閉めする際の環境負荷や、フッ化有機物に手を突っ込む危険性を無視できると考えた場合、ふたを開けてパーツをすぐに引き上げたりできる利点がある。
なお2015年6月には、Green500でフロリナートを冷媒とするスーパーコンピュータが1位から3位までを独占したが、これは消費電力が低い「省エネ」と言う意味であって、必ずしも環境負荷が低いという意味ではない。

## 毒性
吸入した場合に適切な処置を施したり、目や皮膚への接触を避けなければ危険である場合があるが、3M社としては摂取による健康への影響は予想していなかった。そのため、2020年代以降に各国で大規模な訴訟が行われ、莫大な賠償金を払うことになった。
非常に高い地球温暖化係数（GWP1,000を超え10,000に迫る水準）と長期間大気圏に残留するので、フロリナート油の使用は閉鎖されたシステムで少ない量を使用すべきである。
SF映画『アビス』（1989年）では、実験的な液体呼吸システムで高酸素濃度のフロリナートを使用することにより、潜水者の深海潜水を可能にして俳優のエド・ハリスが液体呼吸を模擬する場面が描かれた。なお、複数の実験用ネズミが実際にフロリナートによって呼吸する場面もあるが、イギリスでは動物虐待との判断から削除されている。

## 生産停止
フロリナートをはじめとするペルフルオロアルキル化合物及びポリフルオロアルキル化合物（PFAS）は、潜在的な健康への影響があると考えられている。2010年代までは、PFASの中でも特にペルフルオロオクタン酸（PFOA）とペルフルオロオクタンスルホン酸（PFOS）が問題となっていたが、2020年代以降は全てのPFASが対象となり、例えばECが2020年10月に禁止する方針を公表、米環境保護庁も2022年6月に規制を強化するなど、2020年代以降に各国で規制が強化された。
フロリナートの生産は3Mのベルギー工場で行われていたが、フッ化物は非常に安定なので、排気ガスに含まれるフロリナートを燃焼させて完全に除去することが困難で、数十年にわたってフランダース地方に降り注ぎ、環境を汚染していた。この件に関してはフランダース地方政府と3M社の間に見解の相違があり、フランダース地方政府が主張する規制強化を3M社が順守しない状態が続いていたが、2022年、地元住人の血液から高濃度のPFASが検出されたことにより、フランダース地方政府がフロリナートの生産を強制停止させた。
2022年7月、汚染された地元住民を支援するため、3M社が約5億7,100万ユーロ（約800億円）を拠出することでフランダース地方政府と合意。フロリナートの生産が再開されたが、PFASに関して各国の規制は厳しくなる一方で、3M社はベルギー以外の複数の国でも大規模な訴訟を起こされていることから、2025年末をもってPFASの生産を廃止することを2022年12月に発表した。実際、2022年現在では、PFASによって地球上の全ての自然水源が汚染されており、世界中の雨水はもはや飲むのに安全でないという研究結果が出ているほどである。しかし、半導体の製造においては、ドライエッチングの工程でそれにふさわしい特性を持つ冷媒が必要であり、2025年末までにPFASを用いない代替冷媒が発明されなければ、世界中の半導体の製造が停止し、現在の人類文明が終焉を迎えてしまう可能性が指摘されている。